# Горишній Василь Акимович
Васи́ль Аки́мович Горишній (29 січня 1903, Павлоград — 15 лютого 1962, Сімферополь) — радянський військовик, Герой Радянського Союзу (1943). Депутат Верховної Ради РРФСР 2-го скликання. Депутат Верховної Ради УРСР 3-го скликання.

## Біографія
Народився 29 січня 1903 року в місті Павлограді (нині у Дніпропетровській області України) у робітничій родині. Українець. Закінчив 6 класів.
В 1919 році добровільно вступив до Червоної Армії. В 1921 році брав участь у ліквідації загонів Махно, Брови та ін. на посаді ад'ютанта начальника Павлоградської бойової дільниці.
У 1929 році закінчив Київську об'єднану військову школу. 
У 1939 році брав участь у Польській кампанії на посаді начальника Оперативного штабу Прикордонних військ Білоруського округу. У цьому ж році вступив кандидатом у ВКП(б) (прийнятий в члени ВКП(б) у травні 1942 року). У 1940 році закінчив з відзнакою вечірній факультет Військової академії імені Фрунзе. Перед початком радянсько-німецької війни, у званні полковника, займав посаду начальника бойової підготовки прикордонних військ Білоруського округу.

### У роки німецько-радянської війни
22 червня 1941 року полковник В. А. Горишній призначений начальником Польового штабу Прикордонних військ Білоруського округу (12 км захід від м. Білосток). До серпня місяця разом з залишками прикордонних частин відходив з боями до Дзержинського УРу, потім до міст Мінськ та Гомель.
4 серпня за викликом наркома внутрішніх справ СРСР прибув з Гомеля до Москви і був призначений помічником начальника бойової підготовки Прикордонних військ СРСР, а потім начальником. У вересні 1941 року, після переводу більшої частини Головного Управління прикордонних військ з Москви до м. Куйбишева (нині Самара), залишений у Москві і призначений командиром полку командного складу військ НКВС, а потім начальником Ногінського сектору охорони і оборони Московської області.
За участь в обороні Москви нагороджений орденом Знак Пошани.
5 лютого 1942 року призначений командиром 8-ї мотострілецької дивізії внутрішніх військ НКВС, потім командиром 13-ї мотострілецької дивізії внутрішніх військ НКВС. З травня місяця — в боях проти наступаючих німецьких військ в районі м. Ізюм, в обороні по річці Сіверський Донець, в районі м. Куп'янськ, м. Воронеж, по річці Хопер на схід від м. Борисоглєбськ.
Зазнавши значних втрат у боях, 15 червня 1942 року 13-та мотострілецька дивізія за наказом Ставки ВГК була переформована, введена до складу Червоної Армії і отримала найменування 95-ї стрілецької дивізії. В. А. Горишній призначений командиром дивізії.
З 19 вересня 1942 року 95-а стрілецька дивізія (СРСР) у складі 62-ї армії бере участь в обороні Сталінграду, веде кровопролитні бої за Мамаїв Курган, заводи «Червоний Жовтень», «Барикади», Тракторний до кінцевого розгрому німецького угруповання 2 лютого 1943 року. За оборону Сталінграду 95-й стрілецькій дивізії було присвоєне звання гвардійської, 1 березня 1943 року вона була переформована у 75-ту гвардійську стрілецьку дивізію. Командир дивізії полковник В. А. Горишній був нагороджений орденом Червоного Прапора, йому було присвоєно звання «гвардії генерал-майор».
З 6 липня 1943 року у районі Понирі-Ольховатка дивізія під командуванням В. А. Горишнього у складі 13-ї армії бере участь у відбитті німецького наступу на Курській дузі, а потім у розгромі та переслідуванні німців. За зразкове виконання бойових завдань, виявлені при цьому мужність і героїзм Указом Президії Верховної Ради СРСР 21 липня 1943 року дивізія нагороджена орденом Червоного Прапора. В. А. Горишнього нагороджено другим орденом Червоного Прапора.
У боях за визволення України дивізія першою у смузі 60-ї армії форсує ріку Десна, а 23 вересня 1943 року першою сходу форсує ріку Дніпро в районі міста Димер, за 35 км на північ від Києва, проти села Ясногородка. 23—25 вересня 1943 року В. А. Горишній при форсуванні Дніпра на північ від Києва в районі сіл Глібівка та Ясногородка Вишгородського району Київської області безпосередньо керував бойовими діями частин дивізії, організував успішне форсування рік Десни і Дніпра, забезпечив утримання захопленого плацдарму, постійно перебував у бойових частинах, проявив мужність і самовідданість.
Указом Президії Верховної Ради СРСР від 17 жовтня 1943 року за мужність і героїзм, проявлені при форсуванні Дніпра і утриманні плацдарму гвардії генерал-майору Горишньому Василю Акимовичу присвоєно звання Героя Радянського Союзу з врученням ордена Леніна і медалі «Золота Зірка» (№ 1572).
У листопаді 1943 року дивізія бере участь у боях за визволення правобережної України. За визволення міста Бахмач дивізія отримує найменування «Бахмацька». Після доукомплектування через великі втрати, дивізія бере участь в Калиннкович-Мозирській операції і визволенні м. Калинковичі, за що нагороджена орденом Суворова II ступеня.
Із січня 1944 року дивізія бере участь в операції «Багратіон» з визволення Білорусі. За розгром німців під Бобруйськом та визволення міста Барановичі дивізію нагороджено другим орденом Червоного Прапора. В. А. Горишній нагороджений орденом Кутузова II-го ст.
У 1944 році, продовжуючи командувати 75-ю гвардійською стрілецькою дивізією у складі 1-ї Ударної армії, В. А. Горишній бере участь у Ризькій операції і звільненні м. Рига. За успішний розгром і переслідування Варшавського угруповання супротивника В. А. Горишнього нагороджено орденом Суворова II-й ступеня.
За успішне форсування ріки Одер, за участь у розгромі Берлінського угруповання і вихід дивізії у складі 6-ї армії на ріку Ельба нагороджений другим орденом Суворова II-й ступеня.

### Післявоєнні роки
Після війни командував 75-ю гвардійською стрілецькою дивізією, а з липня 1946 року — 17-ю окремою стрілецькою бригадою Московського військового округу.
У вересні 1949 — грудні 1951 роках — командир 4-ї гвардійської механізованої дивізії Київського військового округу.
У 1952 році закінчив Вищі академічні курси при Вищій військовій академії імені Ворошилова.
У жовтні 1952 — червні 1956 років — командир 1-го гвардійського стрілецького корпусу Московського військового округу.
У червні 1956 — травні 1957 років — командир 25-го стрілецького корпусу Одеського військового округу. У травні 1957 — 1961 р. — командир 45-го особливого армійського корпусу Одеського військового округу у місті Сімферополі.
Обирався депутатом Верховної Ради РРФСР (1947), Верховної Ради УРСР (1951), делегатом XX і XXI з'їздів КПРС, делегатом XIX і XX з'їздів КПУ. Звання генерал-лейтенант присвоєно у 1953 році.
З 1961 року у відставці, мешкав у Сімферополі. Помер 15 лютого 1962 року. Похований у Сімферополі на Військовому кладовищі.

## Нагороди
- Медаль Золота Зірка № 1572 Героя Радянського Союзу (17 жовтня 1943).
- два ордени Леніна.
- чотири ордени Червоного Прапора
- два ордени Суворова 2-го ступеня..
- орден Кутузова 2-го ступеня.
- орден Знак Пошани.
- радянські та іноземні медалі.

## Пам'ять
- На честь Василя Акимовича Горішнього названо вулиці у містах Волгоград (РФ) та Чугуїв (Харківська область, Україна).
- У м. Сімферополі на будинку № 37 по вул. Набережній, де в останні роки життя мешкав В. А. Горишній, встановлено меморіальну таблицю.